# Nikki Sinclaire
Nicole « Nikki » Sinclaire (née le 26 juillet 1968 à Londres), est une femme politique britannique, ancienne députée européenne pour les Midlands de l'Ouest, anciennement membre du UKIP et fondatrice de l'ancien parti « Nous exigeons un référendum ».

## Biographie
Elle est élue députée européenne en juin 2009 en tant que candidate du UKIP. En janvier 2010, elle quitte le groupe Europe liberté démocratie dont l'UKIP faisait partie au Parlement européen, reprochant à certains membres du groupe d'avoir des points de vue d'extrême droite. Elle siège alors parmi les non-inscrits. En septembre 2012, elle quitte le UKIP et fonde le parti « Nous exigeons un référendum », dissous deux ans plus tard.
Elle était membre de la commission de l'emploi et des affaires sociales, de la commission des pétitions et de la sous-commission droits de l'homme. Elle était également membre de la délégation à la commission parlementaire mixte UE-Chili et de la délégation à l'Assemblée parlementaire euro-latino-américaine. Elle était membre suppléante de la commission des droits de la femme et de l'égalité des genres. 
Nikki Sinclaire est ouvertement lesbienne depuis 2004. En 2013 elle a effectué un second coming out, annonçant publiquement cette fois être une femme trans. Elle est la première parlementaire trans du Royaume-Uni.

## Résultats électoraux

### Chambres des communes
| Élection          | Circonscription            | Parti | Parti                                            | Voix  | %   | Résultats |
| ----------------- | -------------------------- | ----- | ------------------------------------------------ | ----- | --- | --------- |
| Générales de 2001 | Medway                     |       | UKIP                                             | 958   | 2,5 | Échec     |
| Générales de 2005 | Halesowen and Rowley Regis |       | UKIP                                             | 1 974 | 4,8 | Échec     |
| Générales de 2010 | Meriden                    |       | Association des résidents de Solihull et Meriden | 658   | 1,3 | Échec     |

### Parlement européen
| Élection            | Circonscription | Parti | Parti | Voix    | %    | Résultats |
| ------------------- | --------------- | ----- | ----- | ------- | ---- | --------- |
| Européennes de 2009 | West Midlands   |       | UKIP  | 300 471 | 21,3 | Élue      |